# Cortinarius austrovenetus
Cortinarius austrovenetus là một loài nấm ăn được trong họ Cortinariaceae, phân bố phổ biến ở miền Đông Nam Úc.